# Stichting OUT!
Stichting OUT! is de belangenorganisatie voor diversiteit en (homo)seksualiteit in Limburg. De organisatie richt zich oorspronkelijk op de integratie van mensen met verschillende culturele achtergronden en seksuele geaardheid. Daarnaast ondersteunt OUT! bij gezondheidsvraagstukken, diversiteitsbeleid en preventie. Omdat sinds de oprichting van Stichting OUT! de behoefte van de doelgroep sterk is veranderd, worden de preventieve activiteiten van de Stichting OUT! vanaf 1 januari 2008 voortgezet onder de naam AboutLife. Tegenwoordig richt de organisatie zich op sociale media, schoolveiligheid en diversiteit.

## Geschiedenis
Stichting OUT! is voortgekomen uit de in 1999 opgerichte Werkgroep OUT!. Die werkgroep was opgericht om in Heerlen een gayminded feest op te zetten omdat er, met uitzondering van Maastricht, weinig activiteiten waren in Limburg voor homoseksuelen. Na eenmalige subsidiëring door het Trutfonds uit Amsterdam, de gemeente Heerlen en de Jongerenraad van Heerlen zijn de feesten gestart. Oorspronkelijke doelen: integratie, bereik van publiek voor preventie en informatie, en een drempelloos relaxmoment voor de (jonge) gay en gayminded.

### Stichting OUT!
Op 27 februari 2002 werd Stichting OUT! statutair opgericht. De doelen van de organisatie omvatte destijds een aantal nog niet eerder uitgewerkte activiteiten voor de regio Oostelijk Zuid-Limburg (Parkstad Limburg). Deze regio is het dichtstbevolkte gebied van Limburg. OUT! is vervolgens gegroeid tot een organisatie die zich richt op heel Limburg en alle leeftijden. Eind 2004 is Marijke Helwegen door burgemeester Jos Som van Kerkrade onder landelijke belangstelling benoemd tot beschermvrouwe van Stichting OUT!.
Vanaf 2005 richt OUT! zich op heel Limburg, met als thuisbasis Parkstad Limburg, en als afdelingen: Sittard-Geleen, Venlo, Weert en in beperkte mate Roermond. Sporadisch worden er activiteiten in Maastricht georganiseerd.
Een aparte ontwikkeling binnen OUT! zijn activiteiten die zich richten op de ondersteuning bij geneeskundige en psychosociale vraagstukken. Een deelaspect van voornoemde ondersteuning richt zich op jongeren met chronische aandoeningen en hun omgeving. Dit heeft er eind 2006 toe geleid dat in mei 2007 formeel overeenstemming is bereikt met het Academisch Ziekenhuis Maastricht (AZM) ten behoeve van ondersteunende activiteiten op projectbasis. Stichting OUT! is geen patiëntenorganisatie maar draagt binnen bestaande netwerken zorg voor medisch technische informatie en patiëntbegeleiding. Dit gebeurt door professionals.

## Doelstelling
Stichting OUT! richt zich oorspronkelijk op een bredere groep dan enkel homo- of biseksualiteit. De activiteiten zijn sterk op veiligheid, integratie en diversiteit gericht. Op Europees niveau heeft OUT! meerdere (internationale) activiteiten ontplooid in het kader van het programma Youth in Action van de Europese Commissie. Dit programma is in 2013 opgevolgd door het Erasmus+ programma.
De functies en activiteiten van OUT! richten zich op twee gebieden:
- lgbt: lesbiennes, gays, biseksuelen en transgenders
- diversiteit, veiligheid en seksualiteit in het algemeen

## AboutLife
Vanaf 2008 worden de activiteiten van Stichting OUT! onder de naam AboutLife uitgevoerd. Vanwege de vraag van scholen, gemeenten, instellingen en ouders aan Stichting OUT! naar trainingen, lessen, workshops en beleidsadvisering op het gebied van schoolveiligheid en sociale media, konden deze activiteiten niet meer een op een worden ondergebracht onder de noemer van Stichting OUT!. Stichting OUT! functioneert als overkoepelend rechtspersoon, maar de activiteiten worden uitgevoerd onder de naam AboutLife. Er wordt samengewerkt met politie, schoolbesturen, gemeenten en andere instanties.
In 2014 heeft AboutLife in samenwerking met gemeenten een regionaal wetenschappelijk onderzoek laten doen onder bijna 4000 middelbare scholieren naar pesten en cyberpesten. De uitkomsten van dit onderzoek worden door veel Limburgse scholen gebruikt voor beleid tegen pesten en cyberpesten.. AboutLife is samen met de lokale politie de initiator van de expertgroep Sociale Media in Limburg.

## Samenwerking
Op 31 maart 2007 besloten Stichting Coming-Inn in Venlo en Stichting OUT! te fuseren. Tegelijkertijd is Stichting OUT! een samenwerking aangegaan met het niet formeel georganiseerde Gay Roermond. Vanaf oktober 2007 gaat de organisatie verder als Stichting OUT!.
Vanwege het gebrek aan belangstelling naar activiteiten in Venlo en het ontbreken van bestuurskracht vanuit de organisatie van Coming-Inn, werd in 2009 de samenwerking tussen OUT! en Coming-Inn gestopt. Coming-Inn heeft aanvankelijk nog een aantal jaren voorzien in een aanspreekpunt voor de Stichting OUT! in Venlo. In 2014 zijn alle activiteiten van Coming - Inn beëindigd. De organisatie achter Gay Roermond is niet meer actief, alle activiteiten zijn overgedragen aan OUT!.

## Activiteiten
De activiteiten waren onderverdeeld in onder de volgende werknamen:
- OUT! Party

Organiseerde de OUT! Party, The Basement en Club Delicious. OUT! Party waren de feesten in Heerlen en Maastricht die gericht zijn op de "gayminded". The Basement was een maandelijkse open inloop café in Heerlen. Club Delicious waren de feesten in Sittard-Geleen, Roermond en Venlo die waren gericht op een wat breder publiek.
- OUT! Info & Care (in 2008 opgegaan in AboutLife)

OUT! Info bood de lifestyle en gezondheid informatie over diversiteit, veiligheid en seksualiteit zoals coming-out, soa en specifieke chronische aandoeningen, doelgroep gerelateerde preventie zoals (cyber)pesten en grensoverschrijvend gedrag. OUT! Care bood professionele (therapeutische) hulpverlening aan personen en hun omgeving welke vragen hebben bij hun zoektocht naar de eigen seksualiteit al dan niet gerelateerd aan religie, gedragsregulatie, trauma verwerking, seksualiteit algemeen en de jeugdhulpverlening. Vanaf 2008 zijn deze werkgroepen vervallen en zijn de activiteiten ondergebracht bij AboutLife en vertaald naar de nieuwe activiteiten.
- OUT! International

Richtte zich op Europese uitwisselingen, trainingen, organisaties en beleid.
- OUT! Summercamp

Apart onderdeel van OUT! International: (mede)organisatie van internationale zomerkampen voor personen tussen de 16 en 25 jaar in het kader van het Europese programma Youth in Action.
Anna Blamanhuis ·
Apollo ·
Çavaria ·
De Kringen ·
Delftse Werkgroep Homoseksualiteit ·
DITO! ·
Equality for Gays And Lesbians In The European institutions ·
European Pride Organisers Association ·
Federatie Studenten Werkgroepen Homoseksualiteit ·
FemFusion ·
Gay & Lesbian Switchboard ·
Gay and Lesbian Kingdom of the Coral Sea Islands ·
Gay Business Amsterdam ·
GLAAD ·
Het Roze Huis ·
Hirschfeld-Eddy Stichting ·
Homo LesBische Federatie Nederland ·
Homoconsumentenbond ·
Homogroep Wageningen ·
Human Rights Campaign ·
IGLHRC ·
IHLIA LGBTI Heritage ·
ILGA ·
ILGA-Europe ·
International Gay and Lesbian Human Rights Commission ·
Lesben- und Schwulenverband in Deutschland ·
LGB Alliance ·
Lhbt-studentenvereniging ·
Metropolitaanse Gemeenschapskerk ·
Mikpunt ·
Nederlandsch Wetenschappelijk Humanitair Komitee ·
Nederlandse Vereniging tot Integratie van Homoseksualiteit COC ·
Stichting OUT! ·
OutFront Minnesota ·
ProGay ·
Radical faeries ·
Regenbooghuis Brussel ·
Roze Actiefront ·
Roze Front ·
Roze Leeuwen ·
Roze Zaterdag ·
RozeLinks ·
Schorer ·
Stichting PANN ·
Trainbow Belgium ·
Transgender Netwerk Nederland ·
Verkeerd Geparkeerd ·
Wel Jong ·
Wissenschaftlich-humanitäre Komitee

 Portaal LHBT